# Municipio de Pontiac (Dakota del Norte)
El municipio de Pontiac (en inglés: Pontiac Township) es un municipio ubicado en el condado de Cass en el estado estadounidense de Dakota del Norte. En el año 2010 tenía una población de 100 habitantes y una densidad poblacional de 1,08 personas por km².

## Geografía
El municipio de Pontiac se encuentra ubicado en las coordenadas 46°39′58″N 97°36′32″O / 46.66611, -97.60889. Según la Oficina del Censo de los Estados Unidos, el municipio tiene una superficie total de 93.02 km², de la cual 90,96 km² corresponden a tierra firme y (2,22 %) 2,06 km² es agua.

## Demografía
Según el censo de 2010, había 100 personas residiendo en el municipio de Pontiac. La densidad de población era de 1,08 hab./km². De los 100 habitantes, el municipio de Pontiac estaba compuesto por el 100 % blancos. Del total de la población el 0 % eran hispanos o latinos de cualquier raza.